# Hiroshi Ōshima
Hiroshi Ōshima (jap. 大島 浩 Ōshima Hiroshi), ur. 19 kwietnia 1886, zm. 6 czerwca 1975) – generał porucznik Cesarskiej Armii Japońskiej, dyplomata, uznany za zbrodniarza wojennego.

## Życiorys
Hiroshi Ōshima urodził się w 1886 w prefekturze Gifu jako syn Ken’ichiego Ōshimy, japońskiego ministra wojny w latach 1916–1918. W 1915 ukończył japońską Wyższą Szkołę Wojenną. Od 1923 do 1924 pełnił funkcję attaché wojskowego w Budapeszcie i Wiedniu. W latach 1930–1931 dowodził 10 Pułkiem Artylerii Polowej.
W 1934 objął analogiczną placówkę w Berlinie, gdzie poznał przyszłego ministra spraw zagranicznych III Rzeszy, Joachima von Ribbentropa. Od kwietnia 1938 do kwietnia 1939 i od lutego 1941 był ambasadorem Japonii w Niemczech. W czasie alianckich bombardowań strategicznych Niemiec ewakuował ambasadę w Karkonosze (Hotel Sanssouci w Karpaczu, rezydencja ambasadora w Maciejowcu).
Po zakończeniu wojny sądzony przez Międzynarodowy Trybunał Wojskowy dla Dalekiego Wschodu i skazany na karę dożywotniego więzienia, w 1955 został zwolniony z dalszego odbywania kary. Zmarł 6 czerwca 1975 w Tokio.